# Suzuka Nakamoto

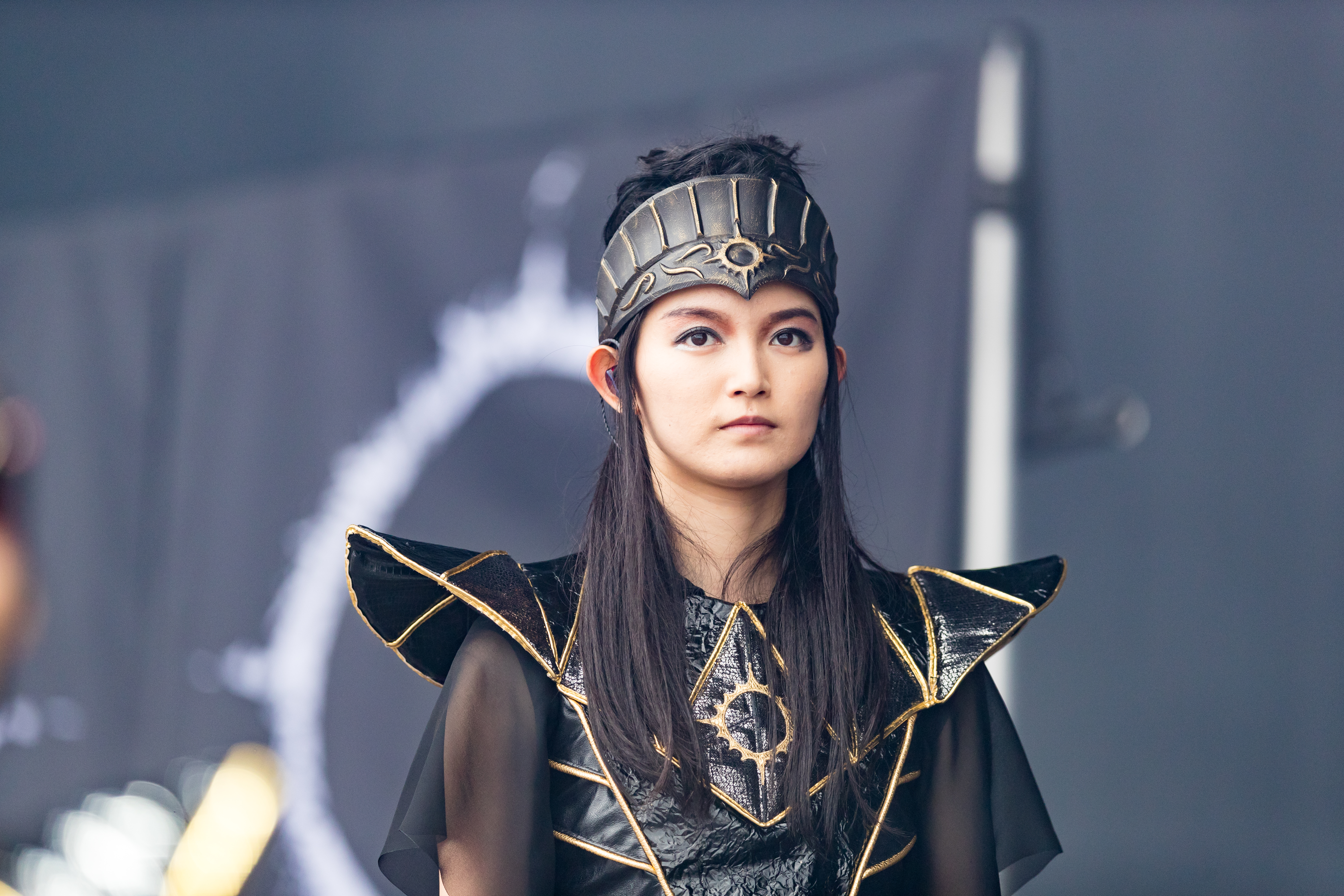
Suzuka Nakamoto bei Rock am Ring 2018

Suzuka Nakamoto (anhörenⓘ　jap. 中元 すず香, Nakamoto Suzuka, auch als Su-metal bekannt; geb. 20. Dezember 1997 in Hiroshima) ist eine japanische Sängerin. Seit 2010 ist sie die Leadsängerin der Kawaii-Metal-Band Babymetal. Zuvor bzw. parallel dazu gehörte sie zwei Idol-Popgruppen an, Karen Girl’s (2008–2009) und Sakura Gakuin (2010–2013). Außerdem war sie als Model und Musicaldarstellerin tätig.

## Biografie
Sie ist die jüngste von drei Schwestern. Himeka, die zweitälteste Schwester, war von 2011 bis 2017 Mitglied der Idol-Popgruppe Nogizaka46. Ihr Vater ist ein ehemaliger Profimusiker und war mehrere Jahre lang Bassist einer Punkband namens Hooligans, die 1991 eine Single mit dem Titel „U-Soldier“ herausgab.
2002 gewann Nakamoto im Alter von vier Jahren einen Kindermodel-Wettbewerb des Unternehmens Bandai, woraufhin sie in mehreren Werbespots für die Kosmetiklinie Jewel Drop zu sehen war. Ebenso stand sie Modell für Kindermode einer regionalen Warenhauskette. Nach dem ersten Platz bei einem Vorsingen trat sie im März 2006 in die Actor’s School Hiroshima (ASH) ein, eine Abendschule für darstellende Kunst. Dort lernte sie Mikiko Mizuno kennen, die spätere Choreografin von Sakura Gakuin und Babymetal. Zusammen mit anderen ASH-Absolventen hatte Nakamoto Auftritte bei verschiedenen Veranstaltungen in Hiroshima. 2007 erreichte sie bei der Star Kids Audition der Talentagentur Amuse den zweiten Platz und wurde daraufhin unter Vertrag genommen.

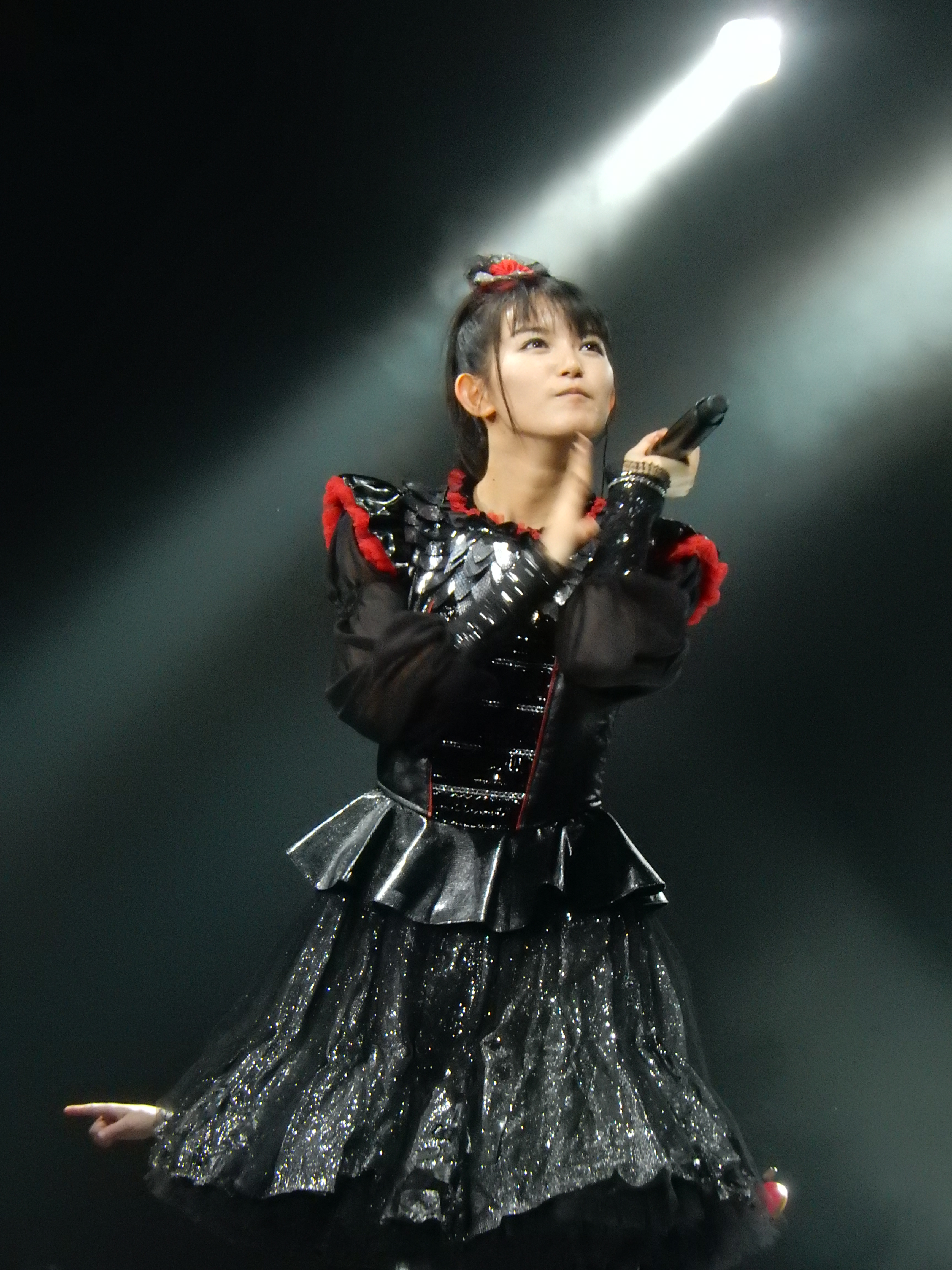
Auftritt in der O2 Arena in London (2016)

2008 bildete ihre Agentur die dreiköpfige Idol-Popgruppe Karen Girl’s, zu der auch Nakamoto gehörte. Sie sangen mehrere Titellieder für die Anime-Serie Zettai Karen Children. In einer Folge trat Nakamoto als Seiyū (Synchronsprecherin) mit einem Cameo-Auftritt in Erscheinung. Nach dem Ende der Serie im März 2009 löste Amuse die Gruppe auf. Im selben Jahr spielte Nakamoto eine Rolle im Musical Bōkensha-tachi (冒険者たち), ebenso 2010 in der Fortsetzung Bōkensha-tachi saien (冒険者たち再演). 2009/10 war sie Exklusiv-Model für das Mädchenmagazin DiaDaisy, das bereits nach der vierten Ausgabe sein Erscheinen einstellte.
Nakamoto war im April 2010 Gründungsmitglied von Sakura Gakuin, einer von Amuse neu gebildeten Idol-Popgruppe. Sie thematisiert den Schulalltag und setzt sich aus mehreren Subgruppen zusammen, die verschiedenen von Schulen organisierten Freizeitaktivitäten nachempfunden sind. Eine dieser Subgruppen war der Jūon-bu (重音部), der „Club für harte Musik“, dessen Auftritte unter den Namen Babymetal erfolgten. Der Produzent Kei Kobayashi (Kobametal) hatte die Idee, Metal mit J-Pop zu verschmelzen, wofür er Nakamotos kräftige Gesangsstimme für besonders geeignet hielt. Er machte sie zur Leaderin der Subgruppe, der auch Yui Mizuno und Moa Kikuchi angehörten.
Im Frühjahr 2012 war Nakamoto prominente Mitwirkende einer groß angelegten PR-Kampagne der Tourismusbehörde der Präfektur Hiroshima und trat in einem längeren Werbefilm auf. 2012/13 war sie Leaderin von Sakura Gakuin (als so genannte „Schülersprecherin“). Im März 2013 machte sie ihren Abschluss an der Mittelschule und musste damit auch ihren Abschied bei Sakura Gakuin geben. Unerwarteterweise war Babymetal inzwischen derart erfolgreich geworden, dass das Management bei Amuse beschloss, diese Subgruppe als eigenständiges Projekt weiterzuführen.
Seit ihrem Austritt aus Sakura Gakuin tritt Nakamoto in der Öffentlichkeit fast ausschließlich im Rahmen von Babymetal in Erscheinung. Die Leser von Loudwire wählten sie im Jahr 2017 zur „Rock Goddess of the Year“.

## Diskografie

### Mit Karen Girl’s
- Fly to the Future (2009)

### Mit Sakura Gakuin
- Sakura Gakuin 2010 Nendo: Message (2011)
- Sakura Gakuin 2011 Nendo: Friends (2012)
- Sakura Gakuin 2012 Nendo: My Generation (2013)

### Mit Babymetal
- Babymetal (2014)
- Metal Resistance (2016)
- Metal Galaxy (2019)
- The Other One (2023)
- Metal Forth (2025)

## Filmografie
- 2009: Zettai Karen Children (Folge 40): sich selbst (Cameo-Auftritt mit Karen Girl’s)
- 2012: Oshii! Hiroshima: sich selbst